# Гаврилова Людмила Іванівна
Людмила Іванівна Гаврилова (нар.. 17 листопада 1951, Калуга, РРФСР, СРСР) — радянська і російська актриса театру і кіно, викладачка кафедри акторської майстерності Театрального училища імені Бориса Щукіна, ведуча інформаційно-пізнавального каналу «Настрій» на каналі «ТВ Центр». Заслужена артистка Російської Федерації (2007).

## Біографія
Людмила Іванівна Гаврилова народилася 17 листопада 1951 року в місті Калузі, дитинство провела в рідному місті, де пізніше закінчила середню школу.
У 1973 році закінчила Театральне училище імені Бориса Щукіна (курс Тетяна Коптєва). У тому ж році була прийнята до трупи Московського академічного театру сатири під керівництвом Валентина Плучека, де пропрацювала до 2011 року.
У 1973 році дебютувала в головній ролі в спектаклі «Пеппі Довгапанчоха» в постановці Маргарити Мікаелян.

## Особисте життя
- Перший чоловік — актор Шавкат Газієв (1944—2014).
  - Син Таїр.
- Другий чоловік — актор Олександр Діденко (1949—2004)[4].

## Творчість

### Дипломна вистава
- 1973 — «Вікно» (водевиль) Ж. Фейдо, постановка Володимира Шлезінгера

### Ролі в театрі
- «Пеппі Довга панчоха» Астрід Ліндгрен — Пеппі
- «Ремонт» Михайла Рощина — дівчина
- «Затюканий апостол» А. Макайонок Андрій Єгорович — сестра
- " Тартюф " Жана-Батиста Мольєра — Маріанна
- " Гніздо глухаря " ВіктораРозова — Зойка
- " Одруження Фігаро " Пєра Бомарше — Сюзанна
- «Прокинься і співай» Міклоша Дярфаша — Карола
- " Ревізор " Миколи Гоголя — Пошльопкіна
- " Тригрошова опера " Бертольта Брехта — Поллі Пічем, пізніше пані Пічем
- «Клоп» Володимира Маяковського — Зоя Березкіна
- " Малюк і Карлсон, який живе на даху " Астрід Ліндгрен — сестра Малюка, пізніше Фрекен Бок
- «Рідненькі мої» — Альона
- " Самовбивця " Миколи Ердмана — Раїса Пилипівна
- «8 люблячих жінок» Робера Тома — П'єретт
- «Мольєр» («Кабала святош») Михайла Булгакова — незнайомка

### Фільмографія
- 1971 — У нас на заводі — Алла
- 1974 — Північна рапсодія — Тоня
- 1976 — Тимур і його команда — Ольга, старша сестра Жені
- 1977 — Міміно — організатор симпозіуму ендокринологів
- 1979 — Небезпечні друзі — вчитель географії
- 1981 — Проста дівчина[5] — Іра[6]
- 1985 — Салон краси — Наталія
- 1987 — Час літати — лижниця
- 1988 — Артистка з Грибова — сестра Галини
- 1988 — Мене звуть Арлекіно — мати Арлекіно
- 1989 — У лісі брусниця — подруга Марії
- 1989 — Катала — коханка Карася
- 1989 — Коли мені буде 54 роки
- 2000 — Нам — 75! — Фрекен Бок
- 2006 — Чотири таксисти і собака 2 — мировий суддя
- 2007 — Три дні в Одесі — мама дівчини
- 2008 — Домовик
- 2008 — Кохання-зітхання 3 — подруга Єлизавети Миколаївни

### Ролі в телесеріалах
- 2002 — Дружна сімейка — мама Кати Ларкіной
- 2005 — Аеропорт — Ляля
- 2005 — Кулагін та партнери — домработница
- 2006 — Солдати — мама Цлава
- 2006 — Важливіше, ніж любов — Ольга Никифирівна
- 2007 — Сваха — Ніна Петрівна (Хризантема)
- 2007 — На шляху до серця
- 2007 — Закон і порядок. Злочинний умисел — викладачка в дитячій школі мистецтв
- 2008 — Я лечу — мама Марини
- 2008 — Я — охоронець: Кілер до ювілею — дружина Ляміна
- 2008 — Широка річка — Алла Сергіївна Кузовлева
- 2008 — Вибір моєї матусі — мама Леоніда
- 2008 — Глухар — мама Глухарева
- 2009 — Перша спроба — Ірина Олексіївна
- 2009 — Завжди говори «завжди» — Катерина
- 2009 — Чоловік у моїй голові — Алла Едуардівна, мама Андрія
- 2009 — Шлюб за заповітом — Зинов'єва
- 2009 — Таке життя — Ганна
- 2009 — Адвокатеси — Алла Іванівна
- 2010 — Дворик — директор дитячого дома
- 2010 — Маруся — Анжела
- 2010 — Гонитва за тінню — Галина Сергіївна Беспалова
- 2010 — Земський лікар — головлікар Стерлігова
- 2011 — Відображення — Ольга Семенівна, працівник архіву МВД
- 2011 — Брати — мати
- 2011 — Земський лікар. Життя заново — головлікар Стерлігова
- 2013 — Татусеві доньки. Супернаречені — свекруха Світлани, клієнтка масажного салону Даші (403)
- 2013 — Людмила — Тетяна Олексіївна Наседкіна
- 2015 — Точки опори (3-тя серія) — Лідія Володимирівна, директор пансіоната «Хвиля»
- 2016 — Маргарита Назарова — сусідка Лариса Карлівна